# Sundština

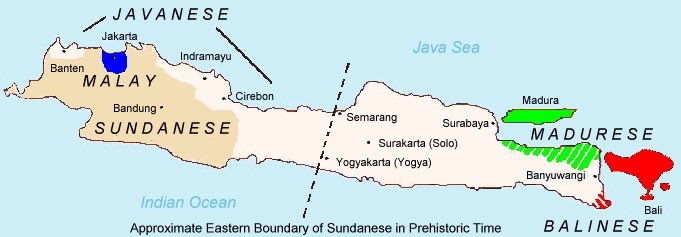
Jazyky ostrova Jáva

Sundština (sundsky basa Sunda) je austronéský jazyk, kterým mluví asi 42 milionů lidí na západní třetině Jávy, která se nachází na skupině ostrovů Velké Sundy v Indonésii. Je také třetím nejpoužívanějším jazykem v Indonésii. Sundština se používá při výuce na základních a nižších středních školách.

## Dialekty
Sundština má tyto čtyři dialekty:
- banten
- bogor
- priangan
- cirebon

Priangan je nejrozšířenější a nejčastěji vyučovaný dialekt sundštiny na základních školách.

## Pravopis
Pro zápis se obvykle používá latinka, ale existuje i speciální sundské písmo, které se stále do jisté míry používá.
Sundské písmo se vyvinulo ze starého sundského skriptu (akṣara Sunda Kuna), které se používalo mezi 14. a 18. stoletím a bylo standardizováno v průběhu devadesátých let 20. století. Sundština se zapisovala i arabským písmem.
Pravopis je velmi fonologický. V sundštině je 5 čistých samohlásek: a, é, i, o, u; 2 neutrální samohlásky: e, eu. Původně má sundština 15 souhlásek: b, c, d, g, h, k, l, m, n, p, r, s, t, ng, ny. 3 souhlásky se vyskytují v převzatých slovech (f, v, z). Souhlásky, které se vyskytují v indonéských slovních výpůjčkách se často přepisují: f → p, v → p, sy → s, sh → s, z → j, kh → h.
Sundština má dvě polosouhlásky (w, j), které se vyslovují mezi dvěma samohláskami:
Kueh - [ku w eh]

Muih - [mu w ih]

Miang - [Mi j an]

## Historie
V prehistorické době se sundštinou mluvilo na celé západní polovině Jávy, ale postupně byla vytlačována javánštinou, takže dnes se používá pouze na západní třetině ostrova (viz mapa).

## Příklady

### Číslovky
| Číslice | Sundsky        | Česky |
| 1 / ᮱   | hiji / ᮠᮤᮏᮤ      | jeden |
| 2 / ᮲   | dua / ᮓᮥᮃ       | dva   |
| 3 / ᮳   | tilu / ᮒᮤᮜᮥ      | tři   |
| 4 / ᮴   | opat / ᮇᮕᮒ᮪     | čtyři |
| 5 / ᮵   | lima / ᮜᮤᮙ      | pět   |
| 6 / ᮶   | genep / ᮌᮨᮔᮨᮕ᮪    | šest  |
| 7 / ᮷   | tujuh / ᮒᮥᮏᮂ     | sedm  |
| 8 / ᮸   | dalapan / ᮓᮜᮕᮔ᮪ | osm   |
| 9 / ᮹   | salapan / ᮞᮜᮕᮔ᮪ | devět |
| 10 / ᮱᮰ | sapuluh / ᮞᮕᮥᮜᮥᮂ  | deset |

## Vzorový text

### Všeobecná deklarace lidských práv
| sundsky (sundské písmo) | ᮞᮊᮥᮙ᮪ᮔ ᮏᮜ᮪ᮙ ᮌᮥᮘᮢᮌ᮪ ᮊ ᮃᮜᮙ᮪ ᮓᮥᮑ ᮒᮨᮂᮞᮤᮖᮒ᮪ᮔ ᮙᮨᮛ᮪ᮓᮤᮊ ᮏᮦᮀ ᮘᮧᮌ ᮙᮛ᮪ᮒᮘᮒ᮪ ᮊᮒᮥᮒ᮪ ᮠᮊ᮪-ᮠᮊ᮪ ᮃᮔᮥ ᮞᮛᮥᮃ. ᮙᮛᮔᮦᮨᮂᮔ ᮓᮤᮘᮨᮛᮨ ᮃᮊᮜ᮪ ᮏᮩᮠᮀᮒᮨ ᮔᮥᮛᮔᮤ, ᮎᮙ᮪ᮕᮥᮁᮛ᮪-ᮌᮅᮜ᮪ ᮏᮩᮀ ᮞᮞᮙᮔ ᮃᮚ ᮓᮤᮔ ᮞᮥᮙᮔᮨᮒ᮪ ᮓᮥᮓᮥᮜᮥᮛᮔ᮪.                                                                                |
| sundsky (latinka)       | Sakumna jalma gubrag ka alam dunya téh sipatna merdika jeung boga martabat katut hak-hak anu sarua. Maranéhna dibéré akal jeung haté nurani, campur-gaul jeung sasamana aya dina sumanget duduluran. |
| česky                   | Všichni lidé se rodí svobodní a sobě rovní co do důstojnosti a práv. Jsou nadáni rozumem a svědomím a mají spolu jednat v duchu bratrství.                                                           |